# Карло Авеньо
Карло Авеньо (італ. Carlo Avegno, 6 червня 1900, Мейна, Новара — 13 вересня 1943, Ла-Маддалена) — італійський морський офіцер.
Ніс службу у Королівських військово-морських силах Італії під час Другої світової війни. 

## Біографія
Карло Авеньо народився 6 червня 1900 року у місті Мейна, провінція Новара. У 1913 році вступив до Військово-морської академії в Ліворно, яку закінчив у жовтні 1917 року у званні гардемарина. Брав участь у Першій світовій війні на борту броненосця «Реджина Елена».
У 1918 році отримав звання молодшого лейтенанта, у 1926 році — лейтенанта, у 1931 році — капітана III рангу. У 1933 році був помічником капітана навчального корабля «Крістофоро Коломбо» (італ. Cristoforo Colombo). У 1934-1935 роках командував есмінцем «Балено». У 1935 році був другим заступником начальника Військово-морської академії в Ліворно. У 1936 році отримав звання капітана II рангу і був призначений помічником капітана крейсера «Джованні делле Банде Нере». Командував есмінцем «Франческо Кріспі» у 1939-1940 роках. 
Брав участь в італо-ефіопській війні, під час якої був начальником штабу італійських військ у східній Африці. 
Після вступу Італії у Другу світову війну командував есмінцем «Кораццьєре», брав участь в бою біля Калабрії і бою біля мису Спартівенто. У листопаді 1941 року отримав звання капітана I рангу.
З грудня 1940 року по березень 1943 року був начальником штабу Морського командування в Триполі та Бенгазі. З березня 1943 року командував військово-морською базою в Ла-Маддалені.
Після капітуляції Італії 8 вересня 1943 року організував оборону Ла-Маддалени. Загинув у бою під час відбиття німецького десанту 13 вересня 1943 року.
Посмертно нагороджений Золотю медаллю «За військову доблесть». 

## Нагороди
- Бронзова медаль «За військову доблесть» (двічі)
- Срібна медаль «За військову доблесть»
- Золота медаль «За військову доблесть»
- Хрест «За військову доблесть»